# Ооржак, Дандар-оол Кок-Хунаевич
Дандар-оол Кок-Хунаевич Ооржак  (род. 1 января 1937) — председатель Палаты представителей Великого Хурала Республики Тыва. Член Совета безопасности при Председателе Правительства РТ, почетный гражданин города Кызыла.

## Биография
Родился 1 января 1937 года в семье аратов Кок-Хуна Мунгаш-Саловича и Чанчып Намнановны Ооржак. В годы Великой Отечественной войны они были участниками трудового фронта – отец был награжден за помощь Красной армии Почетной грамотой Президиума Малого Хурала ТНР. Дандар-оол Кок-Хунаевич учился в трех школах – в Хандагайты, Хорум-Даге и Чадане. В 22 года окончил Чаданскую среднюю школу. В 1958 году поступил в Алтайский институт сельского хозяйства, который в 1963 году закончил с дипломом ученого-зоотехника. Позже окончил Новосибирскую высшую партийную школу, а также Центральную комсомольскую школу при ЦК ВЛКСМ.  в местечке Кызыл-Кожагар у реки Чыргакы Дзун-Хемчикского района Тувинской Народной Республики. Учился в школах Хандагайты, Хорум-Дага и Чадана. Окончив Чаданскую школу, в 1958 году, поступил в Алтайский институт сельского хозяйства, который окончил с дипломом ученого-зоотехника. Позже окончил Новосибирскую Высшую партийную школу, Центральную комсомольскую школу при ЦК ВЛКСМ.

## Трудовая деятельность
Трудовую деятельность начинал в Дзун-Хемчикском районе на комсомольской работе. С 1960 по 1971 год — комсомольский работник, с 1971 по 1973 год — первый секретарь Тандинского райкома КПСС, с 1973 по 1987 год — секретарь обкома КПСС, с 1997 по 1990 год — Председатель Комитета народного контроля Тувинской АССР. Занимался вопросами борьбы с хищениями, коррупцией, служебными злоупотреблениями руководителей хозяйственных органов. Избирался депутатом Верховного Совета Тувинской АССР пяти созывов. В 1990 году был избран председателем Контрольной комиссии Тувинской организации КП РСФСР. В 1991 году был назначен директором совхоза «Хадын» Пий-Хемского района, затем главой администрации Тандинского района, где работал до избрания депутатом Великого Хурала Республики Тыва. С 2002 по 2006 годы возглавлял Палату Представителей Великого Хурала Республики Тыва. За годы своей трудовой деятельности он пять раз избирался депутатом Верховного Совета, членом Президиума Верховного Совета Министров[уточнить] Тувинской АССР. В течение 14 лет работы секретарем обкома КПСС, достаточно успешно и активно занимался вопросами подготовки кадров, культуры, образования, науки и укрепления правопорядка в республике. За эти году годы республика получила много квалифицированных специалистов для нужд народного хозяйства. Были открыты филиалы Красноярских политехнического и сельскохозяйственного институтов, Комплексный отдел СО РАН СССР (ныне Тувинский комплексного освоения природных ресурсов). Значительно укреплялась материально-техническая база школ, профтехучилищ, клубов и библиотек.
Ооржак Дандар-оол Кок-Хунаевич в свое время был известным вожаком молодежи республики, участником, организатором хозяйственного, социально-экономического, культурного строительства в республике. Вложил немало усилий в разработку законодательных нормативных актов. В настоящее время он усердно занимается выращиванием овощей, картофеля на своем дачном участке и организовал мини-ферму в местечке Сайлыг-Кара в Пий-Хемском районе. За период своей трудовой деятельности постоянно издавался в местной, центральной печати, выступал по телевидению и радио. После выхода на пенсию написал четыре книги:
- «О маме, бабушке — о Маны дорогой» (Новости Тувы, 1999)

- «Чыргакыдан изим унген» (Тувинское книжное издательство, 2006)
- «Спасибо судьбе» (Кызыл, 2000)
- «Довурактан тодар, малгаштан байыыр» (Тываполиграф, 2016)

## Награды и звания
- орден Республики Тыва «Знак почета»
- медаль Республики Тыва «За доблестный труд в ознаменовании 100-летия со дня рождения В. И. Ленина»
- медаль «за отличие в охране государственной границы СССР»
- медаль Монгольской Народной Республики «Дружба»
- Почетная грамота Президиума Верховного Совета Тувинской АССР

## Семья
У родителей Ооржака Дандар-оола Кок-Хунаевича 13 детей, 8 из которых выжили. Д.К-Х. Ооржак — самый младший. Его мама награждена орденом «Материнская слава» 1-й степени. Отец- Почетной грамотой Президиума Малого Хурала ТНР за активную бескорыстную помощь фронту в году Великой Отечественной войны (1941—1945 гг.) Жена Д.К-Х. Ооржака — Маны Оюновна является одной из первых фармацевтов Тувы высшей квалификации, проработала 52 года в аптечной системе республики, с почетным званием «Заслуженный работник здравоохранения Республики Тыва». Старший сын, Дандар Ооржак окончил Иркутский государственный университет, юрист, работает адвокатом, заслуженный работник Республики Тыва. Средний сын, Темир, окончил Кызылский техникум экономики и права, предприниматель. Младший сын — Арат, окончил Московский экономический институт им. Плеханова, занимается коммерцией.